# Jaroslav Drobný (piłkarz)
Jaroslav Drobný (ur. 18 października 1979 w Počátkach) – czeski piłkarz występujący na pozycji bramkarza. Obecnie zawodnik Werder Brema. Został powołany do kadry na Mistrzostwa Europy w Piłce Nożnej 2012.